# Freddie Sears
Frederick David "Freddie" Sears (ur. 27 listopada 1989 w Hornchurch) – angielski piłkarz występujący na pozycji napastnika w Colchester United.

## Kariera klubowa
Freddie Sears urodził się w Londynie w dzielnicy London Borough of Havering w obszarze Hornchurch. Jako dziecko uczęszczał do szkoły podstawowej Hacton zaś później do Sanders Draper School. W wieku jedenastu lat dołączył do szkółki piłkarskiej miejscowego West Hamu United. Już gdy miał 15 lat był członkiem drużyny West Hamu U-18. 1 lipca 2007 podpisał zawodowy kontrakt ze swoim klubem. W październikowym w spotkaniu z młodzieżową ekipą Millwall zdobył hat-tricka.
W pierwszej drużynie zadebiutował 15 marca następnego roku w wygranym 2:1 ligowym spotkaniu z Blackburn Rovers. W tym spotkaniu zdobył także swoją pierwszą bramkę. Debiutancki dorosłej ekipie West Hamu zakończył z siedmioma ligowymi występami oraz jedną bramką. 27 sierpnia pierwszy raz wystąpił w Pucharze Ligi Angielskiej. 27 listopada podpisał nowy, pięcioletni kontrakt ze swoim zespołem, w efekcie czego będzie w nim grał do roku 2013. Po czym powiedział:

Cieszę się z podpisania umowy, ale to przechodzi do przeszłości, ponieważ chcę się koncentrować wyłącznie na piłce nożnej i najbliższym meczu mojego zespołu

Sezon 2008/2009 Sears zakończył z 17 ligowymi występami. W czerwcu 2009 roku został wypożyczony do Crystal Palace. Grał tam do 30 grudnia 2009 roku. W tym czasie rozegrał 18 ligowych meczów.
12 lutego 2010 roku Sears został wypożyczony do Coventry City. Zadebiutował tam następnego dnia w wygranym 1:0 meczu z Queens Park Rangers.
Później Sears był kolejno wypożyczany do Scunthorpe United w 2010 roku oraz do Colchester United w 2012 roku. Z tym drugim klubem podpisał trzyletni kontrakt 4 lipca 2012 roku.

## Kariera reprezentacyjna
Sears ma za sobą występy w reprezentacji Anglii U-19, w której zadebiutował 11 września 2007 w wygranym 4:0 meczu z Białorusią. Wraz z nią wystąpił na Mistrzostwach Europy 2008. Jego reprezentacja nie zdołała awansować do fazy pucharowej, zajmując w grupie B trzecie miejsce (tuż za reprezentacją Włoch oraz Czechami). Sears na tym turnieju, w wygranym 3:0 meczu z Grecją zdobył gola.